# 米尔扎·沙里奇
米尔扎·沙里奇（1974年12月4日—），克罗地亚男子手球运动员。他曾代表克罗地亚国家队参加冰岛举办的1995年世界男子手球锦标赛，获得亚军。